# Adriano Chuva
Adriano Neves Pereira, mais conhecido como Adriano Chuva, (Capão da Canoa, 24 de maio de 1979), é um ex-futebolista brasileiro que atuava como atacante. 

## Títulos
Juventude
- Campeonato Gaúcho: 1998

Atlético Mineiro
- Campeonato Mineiro: 1999

Cruzeiro
- Copa Sul-Minas: 2001

Sport
- Campeonato Pernambucano: 2003

Fortaleza
- Campeonato Cearense: 2007[2]

## Prêmios Individuais
Daejeon Citzen
- Campeão em Assistência: 2006
- Goleador da Temporada: 2006